# Gorodok (Tula)
|  | Per a altres significats, vegeu «Gorodok». |

Gorodok (en rus: Городок) és un poble (un possiólok) de l'óblast de Tula, a Rússia, segons el cens del 2010 tenia 105 habitants.